# Mario Zanin
Mario Zanin (n. 3 iulie 1940, Santa Lucia di Piave, Veneto, Italia) este un ciclist de performanță ce a reprezentat Italia, medaliat olimpic. A participat la o ediție a Jocurilor Olimpice (1964) în care a câștigat o medalie de aur.

## Participări
Lista de mai jos prezintă principalele competiții la care a participat Mario Zanin de-a lungul carierei.
- cycling at the 1964 Summer Olympics – men's individual road race[*]